# Baba aller Babas
Baba aller Babas ist das zweite Studioalbum des Rappers Xatar. Es erschien am 1. Mai 2015 bei Alles oder Nix Records.

## Geschichte
Xatar wurde wegen eines Überfalls auf einen Goldtransporter am 9. Mai 2011 zu acht Jahren Haft verurteilt. Das Vorgängeralbum Nr. 415, benannt nach der Türnummer seiner Zelle in der JVA Rheinbach, wurde heimlich mit einem Diktiergerät in seiner Zelle aufgenommen.

„Klar war das komisch. Da telefonierst du mit Vertriebspartnern, und die denken sich, warum flüstert dieser Idiot die ganze Zeit. Ich kann denen ja nicht erklären, dass ich in der hintersten Ecke meiner Zelle stehe und auf keinen Fall riskieren kann, erwischt zu werden.“

Am 5. Dezember 2014 wurde er aus der JVA Rheinbach entlassen. Kurz darauf begann er mit der Produktion seines neuen Albums, welches den Titel Baba aller Babas tragen sollte. Es wurde im Gegensatz zum vorherigen Album vollständig in einem professionellen Tonstudio aufgenommen. Am 20. Februar 2015 erschien mit Original die erste Single des Albums, das Musikvideo zum Song war Xatars erstes Musikvideo nach fast sechs Jahren. Einen Monat später erschien dann die zweite Videoauskopplung Iz da. Nachdem mit Mein Mantel ein dritter Song als Video ausgekoppelt wurde, wurde das Album schließlich am 1. Mai 2015 bei Xatars eigenem Label Alles oder Nix Records veröffentlicht. Es erschien auf digitalen Vertriebswegen, auf CD, als Doppel-Vinyl sowie als Boxset.
Auf dem Album befinden sich Gastbeiträge von SSIO, Haftbefehl, Schwesta Ewa, Olexesh, Kalim und Teesy. An der Produktion des Albums wirkten mehrere Produzenten mit, unter anderem Choukri, Reaf und Enginearz, auch Xatar selbst war an der Produktion einiger Instrumentals beteiligt. Für das Mastering war Peer Hahnefeld zuständig.

## Titelliste
| #  | Titel                                          | Produzenten                     | Länge |
| -- | ---------------------------------------------- | ------------------------------- | ----- |
| 1  | Baba aller Babas im Land                       | Reaf                            | 1:43  |
| 2  | Pääh (feat. SSIO)                              | Xatar, Reaf                     | 3:00  |
| 3  | Original                                       | Xatar, Reaf, The Breed          | 3:30  |
| 4  | AON Crü                                        | Reaf                            | 3:20  |
| 5  | Iz da                                          | Xatar, Reaf, Enginearz          | 3:34  |
| 6  | Gute Nacht (feat. Haftbefehl)                  | F.Lang, Reaf                    | 2:57  |
| 7  | Wirbel für Flous (feat. Samy und Schwesta Ewa) | SSIO, Reaf                      | 4:27  |
| 8  | Dresscode (feat. Olexesh)                      | Reaf                            | 3:20  |
| 9  | Justizia (feat. Kalim)                         | Xatar, F.Lang                   | 3:55  |
| 10 | Mein Mantel                                    | Choukri, Reaf                   | 3:22  |
| 11 | Rote Notiz                                     | Xatar, Choukri, Enginearz, Reaf | 5:25  |
| 12 | Hazaks 2                                       | Choukri, Reaf                   | 3:12  |
| 13 | Gentleman (feat. Teesy)                        | Choukri                         | 2:33  |
| 14 | Meine große Liebe                              | Choukri, Reaf                   | 4:58  |
| 15 | USB-Sticks, Mülltüten & Touch                  | Choukri, Firat                  | 2:42  |

## Kritik
| Professionelle Bewertungen | Professionelle Bewertungen |
| -------------------------- | -------------------------- |
| Kritiken                   |                            |
| Quelle                     | Bewertung                  |
| Juice                      | [ 6 ]                      |
| Laut.de                    | [ 7 ]                      |

Baba aller Babas zog nach dem Release positive Kritiken auf sich. Oliver Marquardt schrieb für Rap.de: „Das Album klingt in einem guten Sinn erwachsen – nicht langweilig oder verzweifelt, sondern souverän und mit ruhiger, aber im Zweifelsfall schlagkräftiger Hand.“ Zudem wird positiv bemerkt, dass Xatar tagesaktuelle Themen anspricht. Im Lied Original thematisiert er zum Beispiel das „brutale Vorgehen des IS in den kurdischen Gebieten“.
Das Online-Musikmagazin Laut.de vergab drei von fünf Sternen für das Album. Redakteur David Maurer beschrieb die Musikproduktion von Reaf, Choukri und Enginearz als „auf hohem Niveau“ und resümierte: „Ohne wirkliche Ausschläge nach oben oder unten lässt sich Xatar über 15 Tracks weitgehend von seinem übergroßen Charisma und der sympathisch bosshaften Baba-Attitüde tragen und zeigt nicht als erster, dass ein gutes Album nicht zwingend komplexe Reimstrukturen und vertracktes Storytelling braucht“.
Auch Christian Weins von MZEE betonte in seiner Rezension, dass „die Beats von Baba aller Babas der heimliche Star der Platte sind“. Er attestierte Xatar eine gelungene Selbstinszenierung als „Untergrundmogul mit Goldzahn und Mantel“ und gab an, dass er mit Baba aller Babas „den Status seines Labels als verlässlicher Lieferant von musikalisch hochwertigem Gangsterrap“ untermauern würde. Baba aller Babas sei somit „eines der Alben des Jahres“ 2015.
Das Hip-Hop-Magazin Juice bewertete das Album mit fünf von sechs Kronen und lobte dabei die „bildreiche Erzählung“ Xatars. Der Boom-bap-Sound der 90er-Jahre sei auf dem Album „konsequent in die Gegenwart überführt“ worden.

## Chartplatzierungen
Baba aller Babas stieg am 8. Mai 2015 auf Platz eins in die deutschen Albumcharts ein und konnte sich mit Unterbrechungen sechs Wochen in den Top 100 platzieren. Somit ist es die erste Nummer-eins-Platzierung für Xatar in Deutschland. Zudem belegte das Album in derselben Woche den ersten Platz in den deutschen Hip-Hop-Charts und blieb dort insgesamt sechs Wochen in den Top 10. In Österreich und in der Schweiz erreichte das Album jeweils Platz drei der Charts. Das Album verkaufte sich im ersten Jahr europaweit über 40.000 Mal und erhielt dafür den Doppelsilber-Award des Branchenverbands Impala.
In den deutschen Album-Jahrescharts 2015 belegte Baba aller Babas Platz 81.
| ChartsChartplatzierungen | Höchstplatzierung | Wochen |
| ------------------------ | ----------------- | ------ |
| Deutschland (GfK)        | 1 (6 Wo.)         | 6      |
| Österreich (Ö3)          | 3 (2 Wo.)         | 2      |
| Schweiz (IFPI)           | 3 (5 Wo.)         | 5      |

| ChartsJahrescharts (2015) | Platzierung |
| ------------------------- | ----------- |
| Deutschland (GfK)         | 81          |